# Exning
Exning est un village et une paroisse civile du Suffolk, en Angleterre. Il est situé non loin de la frontière avec le comté voisin du Cambridgeshire, à une vingtaine de kilomètres au nord-est de la ville de Cambridge. Administrativement, il relève du district de Forest Heath. Au moment du recensement de 2011, il comptait 1 960 habitants.
Il s'agirait du lieu de naissance d'Æthelthryth, reine de Northumbrie et fondatrice du monastère d'Ely au VIIe siècle.